# Loxsomataceae
Ver Pteridophyta para una introducción a las plantas vasculares sin semilla
Las loxsomatáceas (nombre científico Loxsomataceae, o con el común error de ortografía Loxomataceae) son una familia de helechos del orden Cyatheales que en la moderna clasificación de Christenhusz et al. 2011 es monofilética.

## Taxonomía
Introducción teórica en Taxonomía
La clasificación más actualizada es la de Christenhusz et al. 2011 (basada en Smith et al. 2006, 2008); que también provee una secuencia lineal de las licofitas y monilofitas.
- Familia 19. Loxsomataceae C.Presl, Gefässbündel Farrn: 31 (1847), como ‘Loxsomaceae’.

2 géneros. (Loxsoma , Loxsomopsis). Referencias: Bower (1923), Lehnert et al. (2001).
Nota: El nombre ‘Loxoma’ fue un error de ortografía y fue corregido a Loxsoma (Hooker 1838) .

### ClasificaciónsensuSmithet al.2006
Ubicación taxonómica:
Plantae (clado), Viridiplantae, Streptophyta, Streptophytina, Embryophyta, Tracheophyta, Euphyllophyta, Monilophyta, Clase Polypodiopsida, Orden Cyatheales, familia Loxomataceae.
2 géneros, con 1 especie cada uno: 
- Loxoma
- Loxsomopsis

## Filogenia
Introducción teórica en Filogenia
Monofilético (Pryer et al. 2001a, 2004b, Lehnert et al. 2001, Korall et al. 2006). 

## Ecología
Distribuido en los Andes de Sudamérica, el sur de América Central, y Nueva Zelanda.

## Caracteres
Con las características de Pteridophyta.
Rizomas largamente rastreros, solenostélicos, con pelos con una base circular compuesta por muchas células. 
Hojas bipinnadas o más divididas, venas libres, bifurcadas ("forked").
Indumento de cerdas de una célula de espesor (Loxsomopsis) a muchas (Loxoma). 
Soros marginales, ubicados al final de las venas. Indusio urceolado y elongado. A menudo receptáculo exserto. 
Esporangios de pie corto y grueso. Anillo ligeramente oblicuo. 
Esporas tetraédricas, con marca trilete.
Gametofitos con pelos que parecen escamas (que también se encuentran en algunas Cyatheáceas). 
Número de cromosomas: x = 46 (Loxsomopsis); x = 50 (Loxoma)

### Otros proyectos wikimedia
- Wikimedia Commons alberga una categoría multimedia sobre Loxsomataceae.
- Wikispecies tiene un artículo sobre Loxsomataceae.